# 沃纳雷莱洛姆
沃纳雷莱洛姆（法語：Venarey-les-Laumes，法語發音：[vənaʁɛ le lom]）是法国科多尔省的一个市镇，位于该省西部偏北，属于蒙巴尔区。

## 地理
沃纳雷莱洛姆（47°32'31"N, 4°26'43"E）面积10.23 平方千米，位于法国勃艮第-弗朗什-孔泰大區科多尔省，该省份为法国中东部省份，北起奥布省，西接涅夫勒省和约讷省，南至索恩-卢瓦尔省，东南接汝拉省，东临上索恩省，东北部与上马恩省接壤。
与沃纳雷莱洛姆接壤的市镇（或旧市镇、城区）包括：米西拉福斯、阿利斯圣雷娜、格雷西尼圣雷娜、马桑日莱瑟米尔、梅内特勒勒皮图瓦、格里尼翁。

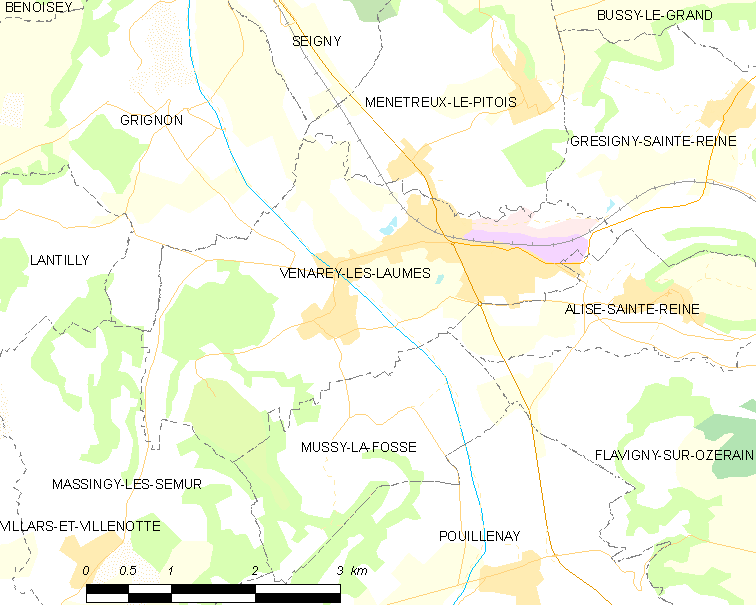
沃纳雷莱洛姆的OSM定位图

沃纳雷莱洛姆的时区为UTC+01:00、UTC+02:00（夏令时）。

## 行政
沃纳雷莱洛姆的邮政编码为21150，INSEE市镇编码为21663。

## 政治
沃纳雷莱洛姆所属的省级选区为蒙巴尔县。

## 人口

1962-2008年间沃纳雷莱洛姆人口变化图示

沃纳雷莱洛姆于2022年1月1日时的人口数量为2758人。